# Molophilus (Superbomolophilus) undia
Molophilus (Superbomolophilus) undia is een tweevleugelige uit de familie steltmuggen (Limoniidae). De soort komt voor in het Australaziatisch gebied.